# 細川浩三
細川 浩三（ほそかわ こうぞう、1971年8月3日 - ）は、京都府出身の元サッカー選手、サッカー指導者。ポジションはDF。

## 来歴
ジュニア時代は京都紫光クラブに所属し、1983年および1984年の京都少年サッカー選手権大会でベストイレブンに選出された。
京都府立山城高等学校を卒業し、青山学院大学を経て、1994年に京都パープルサンガ（現：京都サンガF.C.）に入団し、1996年までプレーした。
現役を引退した後は1997年から京都の普及部コーチに就任。2001年からは強化部に転じて、その後強化部統括に就いたが、2014年11月に同職を退任した。2015年は京都の運営広報部統括に就任。2016年から京都のチーム強化本部長に就任したが、2017年11月に強化本部長を退任した。

## 所属クラブ
- 京都紫光クラブ
- 京都府立山城高校
- 青山学院大学
- 1994年 - 1996年 京都パープルサンガ

## 個人成績
| 国内大会個人成績 | 国内大会個人成績 | 国内大会個人成績 | 国内大会個人成績 | 国内大会個人成績 | 国内大会個人成績 | 国内大会個人成績 | 国内大会個人成績 | 国内大会個人成績 | 国内大会個人成績 | 国内大会個人成績 | 国内大会個人成績 |
| 年度             | クラブ           | 背番号           | リーグ           | リーグ戦         | リーグ戦         | リーグ杯         | リーグ杯         | オープン杯       | オープン杯       | 期間通算         | 期間通算         |
| 年度             | クラブ           | 背番号           | リーグ           | 出場             | 得点             | 出場             | 得点             | 出場             | 得点             | 出場             | 得点             |
| 日本             | 日本             | 日本             | 日本             | リーグ戦         | リーグ戦         | リーグ杯         | リーグ杯         | 天皇杯           | 天皇杯           | 期間通算         | 期間通算         |
| ---------------- | ---------------- | ---------------- | ---------------- | ---------------- | ---------------- | ---------------- | ---------------- | ---------------- | ---------------- | ---------------- | ---------------- |
| 1994             | 京都             |                  | 旧JFL            | 26               | 4                | -                | -                | 0                | 0                | 26               | 4                |
| 1995             | 京都             |                  | 旧JFL            | 23               | 1                | -                | -                | 1                | 0                | 24               | 1                |
| 1996             | 京都             | -                | J                | 7                | 0                | 1                | 0                | 0                | 0                | 8                | 0                |
| 通算             | 日本             | 日本             | J                | 7                | 0                | 1                | 0                | 0                | 0                | 8                | 0                |
| 通算             | 日本             | 日本             | 旧JFL            | 49               | 5                | -                | -                | 1                | 0                | 50               | 5                |
| 総通算           | 総通算           | 総通算           | 総通算           | 56               | 5                | 1                | 0                | 1                | 0                | 58               | 5                |